# Arash (musikalbum)
Arash kom ut år 2005 och är ett album av den iransk-svenska musikern Arash Labaf.

## Låtar
1. Boro Boro
2. Yalla
3. Tike Tike Kardi
4. Baskon (featuring Timbuktu)
5. Arash (featuring Helena)
6. Temptation (featuring Rebecca)
7. Bombay Dreams (featuring Aneela & Rebecca)
8. Behnaz
9. Man o to
10. Salamati
11. Ey yar begoo (featuring Ebi)
12. Tike Tike Kardi (Payami Lounge)
13. Temptation (featuring Rebecca) (CMN Remix)
14. Boro Boro (Bollywood Café Mix)